# Kayden Gray
Kayden Gray, właśc. Wojciech Bojko (ur. 3 grudnia 1984) – polski aktor pornograficzny, eskort i aktywista społeczny.

## Życiorys
Pochodzi z Jarocina. Pracował jako nauczyciel języka angielskiego w szkołach w Chociczy i w Prusach. W 2007 przerwał studia z filologii angielskiej i przeprowadził się do Bedford, gdzie pracował m.in. na fermie, w fabryce czekolady, w piekarni, w kasynie, w barze i w firmie telekomunikacyjnej, poza tym dorywczo zajmował się tłumaczeniami. W 2013 zamieszkał w Londynie.
Przed rozpoczęciem kariery w branży pornograficznej zajmował się śpiewaniem i tworzeniem muzyki, występował pod pseudonimem Voytek. Niedługo po wydaniu debiutanckiej epki pt. Lollipop w 2010 porzucił karierę muzyczną.
Latem 2012 otrzymał propozycję pracę w branży pornograficznej, którą rozpoczął w marcu 2013. Zadebiutował występem z Hansem Berlinem w filmie Hooking Up dla wytwórni Lucas Entertainment. Przez pierwsze dziewięć miesięcy kariery był aktorem pasywnym, po czym zaczął nagrywać jako aktyw. W trakcie kariery nagrywał dla wytwórni, takich jak m.in. men.com, Eurocreme, UK Hot Jocks, bulldogpit.com, Blake Mason i himeros.tv. Nagrywa materiały pornograficzne również na platformę OnlyFans.
W 2015 otrzymał branżowe nagrody Prowler Porn Awards dla najlepszego brytyjskiego ogiera i najlepszego brytyjskiego aktywa. W 2016 otrzymał Prowler Porn Awards dla najlepszego brytyjskiego aktywa i dla najlepszej brytyjskiej pary na ekranie (z Johannesem Larsem). W 2017 otrzymał Prowler Porn Awards dla najgorętszej brytyjskiej gwiazdy porno i dla najlepszej brytyjskiej pary na ekranie (z Mickeyem Taylorem).
Współpracuje z organizacją Impulse London działającą na rzecz walki z HIV/AIDS. W 2020 został felietonistą czasopisma „Replika”.

## Życie prywatne
W 2007 rozwiódł się z żoną. W wywiadzie dla czasopisma „Replika” wyjaśnił, że zawarł związek małżeński z kobietą, ponieważ „chciał zrobić to, co uważał wtedy za słuszne i konieczne”. Dodał, że „może i jest bi, ale strona homoseksualna zdecydowanie przeważa”.
Mierzył się z depresją. Od 2014 jest nosicielem wirusa HIV, kilkukrotnie zakaził się także chlamydiozą. Był uzależniony od metamfetaminy.